# 아르치아스
아르치아스(Archias)는 반신화적인 코린토스 시민으로 시칠리아의 도시인 시라쿠사의 창건자였다. 

## 전설
아르치아스는 멜리수스의 아들 악타이온과 사랑에 빠졌다.(아리스타에우스의 악타이온과는 다르다.) 그는 도시에서 가장 잘생기고 적절한 청춘을 지닌 이로 그는 진도를 나갔다. 젊은이들에게 좋은 수단 또는 설득 방법이 없음을 발견하고, 아르치아스는 그를 유괴하기로 결정하였다. 축제에 참여하기 위해 멜레수스의 집으로 그자신을 초대하는 것으로 가장하여 아르치아스와 그의 공범들은 아이에게 손을 대고 영혼을 해치려고 하였다. 가족은 저항하였고 악타이온은 찟어지고 전쟁으로 이어지게 되었다. 
멜리수스는 코린토스의 정의를 요구하였지만 그들에 의해 무시되었다. 반대로 그는 포세이돈의 사원의 꼭데기에 올라가서 그의 아들의 피살에 대한 보복으로 신의 분노를 유발하였고 스스로를 바위에 던졌다. 
큰 한발과 기아가 발생하고 현자는 자문을 하였는데 악타이온이 보복되어야 한다고 발표하였다.
아르치아스는 자발적으로 달아나고 코린티아인들의 일단이 시칠리로 가게 하였는데 그곳에서 그들은 시라쿠사의 식민지를 세웠다.
마을을 세우고 두 딸의 아버지가 된 후 아르치아스는 텔레푸스에 의해 처형되었는데 그가 아이였을 때 그가 그를 이용하였었다.

## 참조문헌
- 플루타크, Moralia "Five Tragical Histories of Love" II